# Мейзі Хіроно
Мейзі Кейко Хіроно (англ. Mazie Keiko Hirono, яп. 広野 慶子; нар. 3 листопада 1947, Коорі, Фукусіма, Японія) — американський політик-демократ, з 2007 по 2013 вона була членом Палати представників США від 2-го округу штату Гаваї. З 3 січня 2013 року вона представляє Гаваї у Сенаті Сполучених Штатів.

## Життєпис
У 1955 році Хіроно переїхала зі своєю матір'ю, яка втекла від невдалого шлюбу до Сполучених Штатів. Вона виросла у Гонолулу, у 1970 вона закінчила Гавайський університет у Маноа, де вивчала психологію. У 1978 році вона також отримала юридичний ступінь у Джорджтаунського університету у Вашингтоні, після чого працювала юристом у Гонолулу.
З 1981 по 1994 вона була членом Палати представників Гаваїв, а з 1994 по 2002 — віцегубернаторкою штату. У 2002 році вона програла вибори республіканці Лінді Лінгл (47 % проти 52 % відсотків голосів).
Вона є першою жінкою-сенатором від Гаваїв, першою жінкою азійського походження, обраною до Сенату США і першим в історії країни буддійським сенатором.
У січні 2022 проголосувала проти проєкту санкцій для Північного потоку-2 як засобу запобігання російському вторгненню в Україну.